# Krzywiec (Ukraina)
Krzywiec (ukr. Кривець, Kryweć) – wieś na Ukrainie, w  obwodzie iwanofrankiwskim, w rejonie bohorodczańskim.